# La Concorde
La Concorde is het nationaal volkslied van Gabon. Het werd geschreven en gecomponeerd door Georges Aleka Damas en handelt over de eendracht tussen de volkeren. Het werd bij de onafhankelijkheid in 1960 aangenomen.

## Tekst
REFREIN
Uni dans la Concorde et la fraternité
Eveille toi Gabon, une aurore se lève,
Encourage l'ardeur qui vibre et nous soulève!
C'est enfin notre essor vers la félicité.
C'est enfin notre essor vers la félicité.
Eblouissant et fier, le jour sublime monte
Pourchassant à jamais l'injustice et la honte.
Qu'il monte, monte encore et calme nos alarmes,
Qu'il prône la vertu et repousse les armes.
REFREIN
Oui que le temps heureux rêvé par nos ancêtres
Arrive enfin chez nous, rejouisse les êtres,
Et chasse les sorciers, ces perfides trompeurs
Qui semaient le poison et répandaient la peur.
REFREIN
Afin qu'aux yeux du monde et des nations amies
Le Gabon immortel reste digne d'envie,
Oublions nos querelles, ensemble bâtissons
L'édifice nouveau auquel tous nous rêvons.
REFREIN
Des bords de l'Océan au cœur de la forêt,
Demeurons vigilants, sans faiblesse et sans haine!
Autour de ce drapeau, qui vers l'honneur nous mène,
Saluons la Patrie et chantons sans arrêt!